# Can't Remember to Forget You
"Can't Remember to Forget You" là bản thu âm và đĩa đơn của nữ ca sĩ, vũ công người Colombia Shakira hợp tác với nữ ca sĩ Barbados Rihanna. Bài hát được lấy từ album thứ 10 của cô, Shakira; được phát hành dưới dạng đĩa đơn mở đầu cho album.

## Xếp hạng
| Bảng xếp hạng (2014)                                                                           | Vị trí cao nhất |
| ---------------------------------------------------------------------------------------------- | --------------- |
| Úc (ARIA)                                                                                      | 18              |
| Áo (Ö3 Austria Top 40)                                                                         | 4               |
| Bỉ (Ultratop 50 Flanders)                                                                      | 9               |
| Bỉ (Ultratop 50 Wallonia)                                                                      | 6               |
| Bulgary (IFPI)                                                                                 | 2               |
| Brazil (Billboard Brasil Hot 100)                                                              | 34              |
| Brazil Hot Pop Songs                                                                           | 7               |
| Canada (Canadian Hot 100)                                                                      | 19              |
| Colombia (National-Report)                                                                     | 4               |
| Croatia (Airplay Radio Chart)                                                                  | 1               |
| Cộng hòa Séc (Singles Digitál Top 100)                                                         | 23              |
| Đan Mạch (Tracklisten)                                                                         | 11              |
| Dominican Republic Pop Chart (Monitor Latino) Spanish version: "Nunca Me Acuerdo de Olvidarte" | 2               |
| Phần Lan (Suomen virallinen lista)                                                             | 6               |
| Pháp (SNEP)                                                                                    | 5               |
| Đức (GfK)                                                                                      | 8               |
| Greece (Billboard)                                                                             | 1               |
| Hungary (Rádiós Top 40)                                                                        | 5               |
| Hungary (Single Top 40)                                                                        | 6               |
| Iceland (Lagalistinn)                                                                          | 7               |
| Ireland (IRMA)                                                                                 | 7               |
| Israel (Media Forest)                                                                          | 6               |
| Ý (FIMI)                                                                                       | 13              |
| Nhật Bản (Japan Hot 100)                                                                       | 22              |
| Lebanon (The Official Lebanese Top 20)                                                         | 1               |
| Luxembourg (Billboard)                                                                         | 3               |
| Mexico (Billboard Mexican Airplay)                                                             | 1               |
| Mexico (Monitor Latino)                                                                        | 6               |
| Hà Lan (Dutch Top 40)                                                                          | 15              |
| New Zealand (Recorded Music NZ)                                                                | 32              |
| Na Uy (VG-lista)                                                                               | 5               |
| Ba Lan (Polish Airplay Top 100)                                                                | 2               |
| Ba Lan (Dance Top 50)                                                                          | 1               |
| Portugal Digital Songs (Billboard)                                                             | 7               |
| Russia (Tophit Weekly General Airplay)                                                         | 5               |
| Scotland (OCC)                                                                                 | 6               |
| Slovakia (Rádio Top 100)                                                                       | 7               |
| South Africa (EMA)                                                                             | 6               |
| South Korea (Gaon Chart)                                                                       | 3               |
| Tây Ban Nha (PROMUSICAE)                                                                       | 2               |
| Thụy Điển (Sverigetopplistan)                                                                  | 8               |
| Thụy Sĩ (Schweizer Hitparade)                                                                  | 7               |
| Taiwan (Five Music Western Chart)                                                              | 2               |
| Turkey (Number One Top 20)                                                                     | 2               |
| Anh Quốc (OCC)                                                                                 | 11              |
| Ukraine (Airplay Top 40)                                                                       | 3               |
| Hoa Kỳ Billboard Hot 100                                                                       | 15              |
| Hoa Kỳ Adult Pop Airplay (Billboard)                                                           | 36              |
| Hoa Kỳ Dance Club Songs (Billboard)                                                            | 1               |
| Hoa Kỳ Latin Airplay (Billboard)                                                               | 9               |
| Hoa Kỳ Latin Pop Songs (Billboard)                                                             | 5               |
| Hoa Kỳ Pop Airplay (Billboard)                                                                 | 23              |
| Hoa Kỳ Rhythmic (Billboard)                                                                    | 32              |
| Hoa Kỳ Hot Latin Songs (Billboard) Spanish version: "Nunca Me Acuerdo de Olvidarte"            | 6               |
| Venezuela Pop/Rock General (Record Report)                                                     | 2               |

| Bảng xếp hạng (2014)                               | Vị trí cao nhất |
| -------------------------------------------------- | --------------- |
| Belgium (Ultratop Flanders)                        | 85              |
| Belgium (Ultratop Wallonia)                        | 62              |
| Germany (Media Control Charts)                     | 51              |
| Italy (FIMI)                                       | 53              |
| Japan (Billboard Japan Adult Contemporary Airplay) | 37              |
| Japan (Billboard Japan Hot Top Airplay)            | 84              |
| Poland (Dance Top 50)                              | 3               |
| Poland (ZPAV Digital Sales)                        | 7               |
| Poland (ZPAV/BMAT Airplay)                         | 25              |
| Switzerland (Schweizer Hitparade)                  | 59              |
| Hoa Kỳ Billboard Hot 100                           | 85              |
| US Hot Dance Club Songs (Billboard)                | 26              |
| US Latin Songs (Billboard)                         | 36              |
| US Latin Pop Songs (Billboard)                     | 17              |
| Venezuela Pop/Rock General (Record Report)         | 1               |

## Chứng nhận
| Quốc gia                                                                           | Chứng nhận  | Số đơn vị/doanh số chứng nhận |
| ---------------------------------------------------------------------------------- | ----------- | ----------------------------- |
| Úc (ARIA)                                                                          | Vàng        | 35.000^                       |
| Đức (BVMI)                                                                         | Vàng        | 0^                            |
| Ý (FIMI)                                                                           | Bạch kim    | 30.000‡                       |
| México (AMPROFON)                                                                  | Bạch kim    | 60,000*                       |
| Na Uy (IFPI)                                                                       | 5× Bạch kim | 50.000*                       |
| Thụy Điển (GLF)                                                                    | Bạch kim    | 20.000‡                       |
| Thụy Sĩ (IFPI)                                                                     | Gold        | 15.000^                       |
| Anh Quốc (BPI)                                                                     | Bạc         | 200.000‡                      |
| Streaming                                                                          |             |                               |
| Tây Ban Nha (PROMUSICAE)                                                           | Bạch kim    | 8,000,000*                    |
| * Chứng nhận dựa theo doanh số tiêu thụ. ^ Chứng nhận dựa theo doanh số nhập hàng. |             |                               |

## Lịch sử phát hành
| Quốc gia | Ngày                | Định dạng               | Nhãn                          |
| -------- | ------------------- | ----------------------- | ----------------------------- |
| Toàn cầu | 13 tháng 1 năm 2014 | Tải kỹ thuật số         | Live Nation RCA               |
| Hoa Kỳ   | 14 tháng 1 năm 2014 | Top 40/Mainstream Radio | RCA                           |
| Đức      | 14 tháng 2 năm 2014 | Đĩa đơn CD              | Sony Music Latin (Sony Music) |